# Nerf ptérygoïdien médial
Le nerf ptérygoïdien médial (ou nerf du ptérygoïdien interne ) est un nerf de la tête.

## Trajet
Le nerf ptérygoïdien médial est un rameau terminal du nerf mandibulaire (CN V 3 ), lui-même une branche du nerf trijumeau (CN V).
C'est la première branche du nerf mandibulaire.
Il pénètre dans la surface profonde du muscle ptérygoïdien médial.
Il traverse le ganglion otique sans faire de synapse, il est donc neurologiquement distinct.
Le nerf ptérygoïdien médial reçoit des fibres motrices du ganglion otique.

## Zone d'innervation
Le nerf ptérygoïdien médial innerve le muscle ptérygoïdien médial.
Il innerve également le muscle tenseur du voile du palais, via  l'une de ses branches, le nerf du muscle tenseur du voile du palais.
Il innerve également le muscle du marteau de l'oreille moyenne.